# 392 يلهيلمينا
يلهيلمينا هو الكويكب رقم 392 الذي تم اكتشافه من قبل عالم الفلك ماكس ولف من مرصد هايدلبرغ وكان ذلك في 4 نوفمبر من عام 1894 في ألمانيا.